# Baywatch in Australia: missione Bali
Baywatch in Australia: missione Bali (titolo originale Bondi Rescue: Bali), è una sorta di docu-reality australiano derivato dal programma Baywatch in Australia.
La prima puntata è stata trasmessa in Australia da Channel Ten il 10 settembre 2008, mentre in Italia è stata invece messa in onda da Sky sul Canale 404 - Nat Geo Adventure a partire dal 21 novembre 2009.
Dati i bassi ascolti il programma non andò oltre gli otto episodi della prima stagione.